# Спортивна гімнастика на літніх Олімпійських іграх 2012 — вільні вправи (чоловіки)
Змагання у вільних вправах у рамках турніру зі спортивної гімнастики на літніх Олімпійських іграх 2012 року відбулись 5 серпня 2012 року на Північній арені Гринвіча.

## Медалісти
| Золото           | Срібло                 | Бронза                |
| Цзоу Кай · Китай | Кохей Утімура · Японія | Денис Аблязін · Росія |

## Фінал
| Місце | Гімнаст           | Країна    | Складність | Виконання | Сбавка | Сума    |
| ----- | ----------------- | --------- | ---------- | --------- | ------ | ------- |
|       | Цзоу Кай          | КНР       | 6.900      | 9.033     |        | 15.933  |
|       | Кохей Утімура     | Японія    | 6.700      | 9.100     |        | 15.800  |
|       | Денис Аблязін     | Росія     | 7.100      | 8.700     |        | 15.800* |
| 4     | Томас Гонсалес    | Чилі      | 6.500      | 8.866     |        | 15.366  |
| 5     | Джейкоб Далтон    | США       | 6.400      | 8.933     |        | 15.333  |
| 6     | Олександр Шатілов | Ізраїль   | 6.600      | 8.733     |        | 15.333* |
| 7     | Флавіус Косци     | Румунія   | 6.700      | 8.500     | 0.1    | 15.100  |
| 8     | Марсель Нгуєн     | Німеччина | 6.600      | 8.466     | 0.1    | 14.966  |

- Якщо у гімнастів однакова сума балів, то пріоритет у гімнаста з вищою оцінкою за виконання.

## Кваліфікація
| Місце | Гімнаст           | Країна          | Складність | Виконання | Сбавка | Сума   | Підсумок |
| ----- | ----------------- | --------------- | ---------- | --------- | ------ | ------ | -------- |
| 1     | Цзоу Кай          | КНР             | 6.900      | 8.933     |        | 15.833 | Q        |
| 2     | Кохей Утімура     | Японія          | 6.700      | 9.066     |        | 15.766 | Q        |
| 3     | Флавіус Косци     | Румунія         | 6.700      | 8.966     |        | 15.666 | Q        |
| 4     | Олександр Шатілов | Ізраїль         | 6.600      | 9.033     |        | 15.633 | Q        |
| 4     | Джейкоб Далтон    | США             | 6.600      | 9.033     |        | 15.633 | Q        |
| 6     | Томас Гонсалес    | Чилі            | 6.500      | 9.033     |        | 15.533 | Q        |
| 7     | Марсель Нгуєн     | Німеччина       | 6.500      | 8.933     |        | 15.433 | Q        |
| 8     | Денис Аблязін     | Росія           | 6.900      | 8.833     | 0.3    | 15.433 | Q        |
| 9     | Рехей Като        | Японія          | 6.600      | 8.833     |        | 15.433 | R        |
| 10    | Гаель да Сільва   | Франція         | 6.500      | 8.900     |        | 15.400 | R        |
| 11    | Крістіан Томас    | Велика Британія | 6.300      | 9.066     |        | 15.366 | R        |

Q — кваліфікувався, R — запасний.